# Olhoni járás

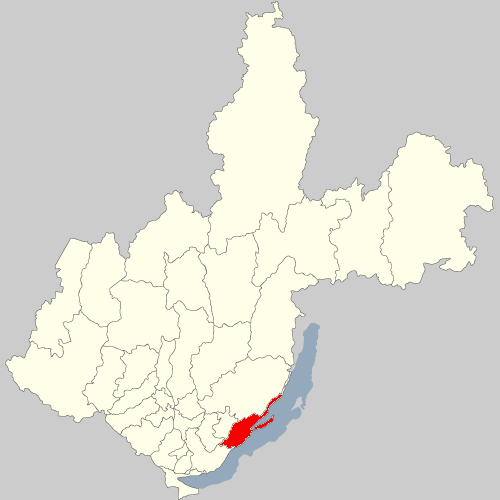
Az Olhoni járás az Irkutszki területen

Az Olhoni járás (oroszul Ольхо́нский райо́н) Oroszország egyik járása az Irkutszki területen. Székhelye Jelanci.

## Népesség
- 1989-ben 8735 lakosa volt.
- 2002-ben 8955 lakosa volt.
- 2010-ben 9446 lakosa volt, melyből 4656 burját, 4527 orosz stb.